# بيترس بيرسون
بيترس بيرسون (بالإنجليزية: Beatrice Pearson)‏ هي ممثلة أمريكية، ولدت في 27 يوليو 1920، وتوفيت في 1 فبراير 1986. من الجوائز التي نالتها جائزة المسرح العالمي سنة 1946.

## جوائز
- جائزة المسرح العالمي (1946)

## وصلات خارجية
- بيترس بيرسون على موقع IMDb (الإنجليزية)
- بيترس بيرسون على موقع قاعدة بيانات برودواي على الإنترنت (الإنجليزية)
- بيترس بيرسون على موقع قاعدة بيانات الفيلم (الإنجليزية)